# 佡姓
佡姓是僅見於瀋陽的罕見姓氏，並未收錄在《百家姓》中。此姓人士都把此姓讀作“腦”。

## 起源
佡在官話中本不讀如腦，而讀如掀。
但是有個㑎讀如腦。《集韻》云“㑎，姓也，乃老切”。應該是北方農民後代誤寫作“佡”。